# アンドレ・パッション

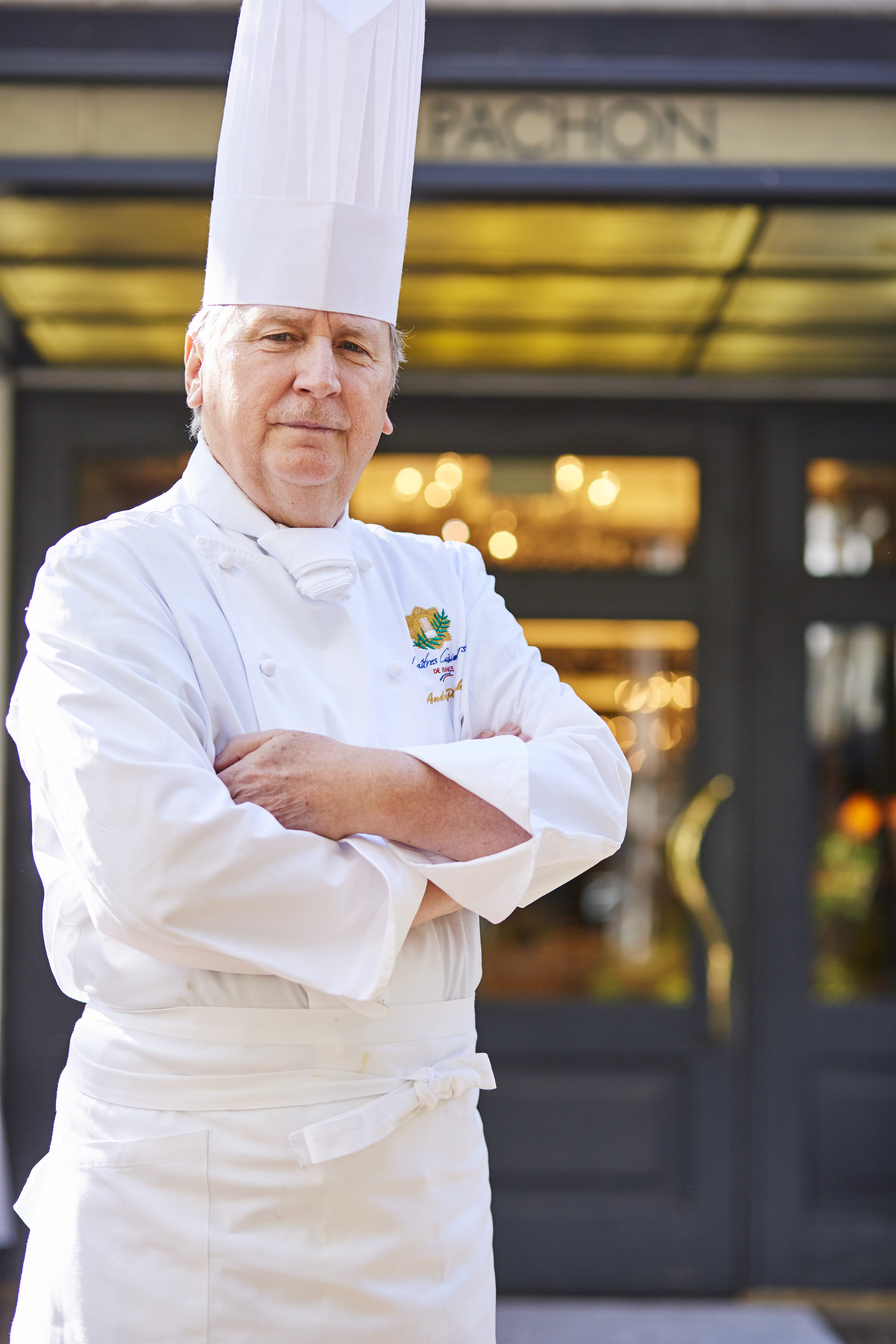

アンドレ・パッション (André Pachon, 1944年11月22日 - ) は、フランス共和国・ラングドック地方出身、代官山レストラン・パッションのオーナーシェフ。

## 来歴
1944年11月22日南仏モンペリエ生まれ。カルカソンヌで育ち、1960年には“カスレの王様”と当時呼ばれていたマルセル・エメリックのもとで修行をスタート。フランス国内レストランを経て1968年にカナダへ渡航し、モントリオール「ホテル・モン・ガブリエル」スーシェフをつとめる。1970年大阪万国博覧会にて「レストラン・デュ・カナダ」のシェフとして来日。その後、名店「イル・ド・フランス」のシェフをつとめ、1984年には代官山「レストラン・パッション」を開店。以降、オーナーシェフとして数々のレストランをオープン。日本におけるフレンチレストランの草分けとなる。
1995年にアカデミー・ユニヴェルセル・ド・カスレ日本支部を設立し、郷土料理「カスレ」の振興につとめる。2月・3月にはカスレ・ディナーが行われ毎年延べ1300人ほどの参加者が会を楽しむ。
「トリビアの泉」（2005年11月23日放送）のコーナー「トリビアの種」で「料理の専門家が最も美味しいと認める冷や飯に合うカップラーメンの残り汁は？」の検証審査員を平野雅章（食物史家）、見田盛夫（料理評論家）、江上栄子（料理研究家）と共に務めた。
また、2005年12月14日に放送されたほぼ同様のトリビアの種「フランス料理の一流シェフが最もおいしいと認めるフランスパンに合うカップラーメンの残り汁は？」においても検証審査員を務めている（この時の共同審査員はクリストフ・ポコとベルナール・アンクティル)。
彼の実績が評価されフランス共和国より国家功労勲章、2013年にはフランス共和国 オランド大統領が来日した際、農事功労賞最高位コマンドール勲章を授与される。また、同年フランス共和国最高勲章レジオンドヌール勲章も授与。2021年、文化庁長官表彰。

## 略歴
- 1944年11月22日 - モンペリエ生まれ
- 1960年 - ロジ・ド・トランカヴェルで修業 （マルセル・エメリックに師事）
- 1965年 - レストラン・ラ・レゼルヴの担当チーフ （ボルドー、ピュサック）
- 1968年 - オテル・モン・ガブリエルの副シェフ （カナダ、モントリオール）
- 1970年 - レストラン・デュ・カナダのシェフ （大阪万国博覧会）
- 1971年 - レストラン・ル・ラングドックのシェフ （京都）
- 1971年 - レストラン・イル・ド・フランスのシェフ （東京）
- 1978年 - レストラン・イル・ド・フランスのオーナーシェフ （東京）
- 1984年 - レストラン・パッションのオーナーシェフ （東京）
- 1992年 - レストランの姉妹店ビストロパッション、軽井沢にオープン
- 1998年 - レストラン ル・プティ・ブドンのオーナー （東京）
- 2003年 - ル・ビストロ・パッション代官山のオーナー （東京）
- 2010年 - ミシュランガイド東京2010にて一つ星を獲得
- 2012年 - ル・コントワール・オクシタンのオーナー （東京）

## 受賞
- メートル・キュイジニエ・ド・フランス
- アカデミー・キュリネール・ド・フランス
- メートル・カナルディエ
- クラブ・プロスペール・モンターニュのオフィシエ
- アカデミー・ユニヴェルセル・デュ・カスレの創設者
- アミカル・デ・キュイジニエ・エ・パティシエ・オ・ジャポン名誉会長
- 日本フランス農事功労章受章者協会副会長
- 東京都食生活文化 銀賞
- フランス共和国農事功労章コマンドール章
- フランス共和国国家功労勲章受章
- フランス共和国レジオン・ドヌール章受章

## 店舗・事業
- レストラン・パッション
- ル・プティ・ブドン
- ル・コントワール・オクシタン
- ケータリング・パッション
- バンケット・パッション
- ウエディング事業

## 著作
- アンドレ・パッション『フランス郷土料理』河出書房新社、2020年。ISBN 978-4309287805。